# Oxypetalum lineare
Oxypetalum lineare är en oleanderväxtart som beskrevs av Joseph Decaisne. Oxypetalum lineare ingår i släktet Oxypetalum och familjen oleanderväxter. Inga underarter finns listade i Catalogue of Life.